# Karlheinz Brandenburg
Karlheinz Brandenburg (Erlangen, Alemania, 20 de junio de 1954) es un ingeniero de sonido que contribuyó al formato de compresión de audio MPEG Audio Layer 3, más conocido como MP3.

## Biografía
Se graduó como ingeniero industrial en la Universidad de Erlangen-Núremberg, concretamente en la especialidad de Ingeniería Eléctrica (1980) así como en Matemáticas (1982). En 1989 obtuvo en la misma universidad el doctorado en Ingeniería Eléctrica por su trabajo en la codificación digital de audio y técnicas de medida perceptual. Los resultados de la investigación de su doctorado son la base para sus logros en MPEG-1 Layer 3 (MP3), MPEG-2 Advanced Audio Coding (AAC) y otros esquemas modernos de compresión de audio.
Desde 1989 hasta 1990 trabajó con la empresa AT&T Bell Laboratories en Murray Hill, Nueva Jersey, Estados Unidos en ASPEC y MPEG-1 Layer 3. En 1990 regresó a la Universidad de Erlangen-Núremberg y en 1993 estuvo al frente del departamento de audio/multimedia en el Instituto Fraunhofer para circuitos integrados de Erlangen. Desde 2000, ha sido profesor a tiempo completo en el instituto de tecnología mediática en la Universidad Técnica de Ilmenau. Además, es director del Instituto Fraunhofer para tecnología mediática digital en Ilmenau.
Brandenburg es fellow de la Audio Engineering Society (AES) y director del comité de grupo de trabajo de los estándares AES SC-06-04 Internet Audio Delivery Systems. Tiene registradas 27 patentes en los Estados Unidos como co-inventor.

## Galardones
- 1990 Galardón de graduación de la facultad técnica de la Universidad de Erlangen-Núremberg
- 1994 Fellow, Audio Engineering Society (AES)
- 1996 Galardón de Innovación del Gobierno de Baviera
- 1998 Medalla de Plata, Audio Engineering Society, "por sus continuas contribuciones y liderazgo en el arte y ciencia de la codificación de audio"
- 2000 Galardón del Consejo de Gobierno, Audio Engineering Society
- 2000 Ceremonia del Galardón del Futuro Alemán de manos del Presidente Federal de Alemania por el desarrollo del formato mp3 entregado a Karlheinz Brandenburg, Harald Popp y Bernhard Grill
- 2000 Sociedad de Electrónica de Consumo, IEEE: Premio a la Excelencia en Ingeniería, Región 10
- 2001 Premio Alemán de Internet NEO
- 2003 Premio por sus publicaciones de la Sociedad de Ingeniería de Audio
- 2004 Galardón Innovador SPUTNIK
- 2004 Premio Masaru Ibuka de la Electrónica de Consumo IEEE "por sus destacadas contribuciones para la codificación de audio digital"